# Novembre 1839

## Événements
- Échec du général Vasily Alekseevich Perovsky, gouverneur d’Orenbourg lors d’une expédition russe contre le Khanat de Khiva.

- 3 novembre : Hatt-i Sharif. Proclamation à Gulkhane (place à côté du palais de Topkapi) de l’Edit de réforme de l'Empire ottoman (Tanzimat).

- 13 novembre : première convention du parti de la liberté, qui milite pour l’abolition de l’esclavage. Un ancien propriétaire d’esclave, James G. Birney, en devient le président.

- 19 novembre : dissolution de la Fédération des Provinces unies d'Amérique centrale créée en 1824 et divisée par les luttes entre libéraux et conservateurs et par les tendances autonomistes des États. Le Nicaragua et le Costa Rica la quittent dès 1838, puis le Guatemala (à la suite du soulèvement des indiens dirigés par Rafael Carrera contre la dictature de Francisco Morazán) et le Honduras en 1839, le Salvador en 1841.

- 28 novembre : convention franco-hollandaise sur le partage de Saint-Martin aux Antilles.

## Naissances
- 16 novembre : Louis-Honoré Fréchette, écrivain et poète québécois († 31 mai 1908).
- 22 novembre : Ernst Ludwig Krause, biologiste allemand († 24 août 1903).
- 27 novembre : William James Parkhill (mort en 1913), homme politique canadien.

## Décès
- 1er novembre : Jean-Baptiste Lefranc, avocat et homme politique français (° 12 juillet 1758).
- 15 novembre :
  - William Murdoch, ingénieur et inventeur écossais (° 21 août 1754).
  - Giocondo Albertolli, architecte, sculpteur, décorateur et peintre italien d'origine suisse (° 24 juillet 1743).